# 成海夏季
成海 夏季（なるみ なつき、1995年10月26日 - ）は、日本のAV女優。マインズ所属

## 略歴・人物
2016年11月よりマインズよりデビュー
趣味・特技は空手、ポールダンス、ヴァイオリン。

## 出演作品

### アダルトDVD
2017年
- 向かいの部屋の窓から覗く巨乳美女の着替え姿に見とれていると… 3（2月17日、DOC）他出演:推川ゆうり、笹倉杏
- 若すぎる義母に「擦りつけるだけだよ」という約束で尻コキ素股してもらっていたら互いに気持ち良すぎてマ○コはグッショリ!でヌルっと生挿入!「え!?入ってる?」でもどうにも止まらなくて中出し!（3月2日、アイエナジー）他出演:あけみみう、坂下えみ、吉田花
- 人妻ナンパ自宅中出し×PRESTIGE PREMIUM 欲求不満な人妻5名in目黒・新宿 01（3月3日、プレステージ）他出演:堀内真帆、若菜まゆ、堀越なぎさ、大倉みゆ
- 友達同士の男女がカメラの前で初めてのベロちゅう 第5回 素人ベロちゅう選手権 制限時間10分間 ベロベロチューチューしっぱなし! チ○コへはノータッチでベロキスだけで射精できたら賞金GET! 燃え上がって熱烈ベロチューしたまま中出しSEX!!（3月18日、ROCKET）他出演:咲良つむぎ、森高かすみ、さくらみゆき
- 素人巨乳M女 拘束絶頂公開ショーII（3月24日、クリスタル映像）共演:羽月希、優希絵理奈、西尾れむ
- 『ダメ!やっぱり裏切れない!あッダメ!挿っちゃう!擦り付けるだけの約束でしょう!』 酔いつぶれて寝ている親友の隣で、その親友の彼女と素股でヌルっと生挿入&生中出し! 親友カップルとボクの家で宅飲みしていたら酔い潰れて親友が寝てしまった!!寝てる親友を尻目に親友の彼女と二人飲み!彼氏の愚痴なども聞きながらお酒を飲んでいると段々といい雰囲気に!!思い切ってキスしたら驚いていたけどイヤではない様子。親友には悪いと思いながらそのまま酔いにまかせて『SEXイケる!』と思ったら挿入直前で『ダメ!やっぱり裏切れない!』とまさかのストップ!『擦り付けるだけならいいよ』というから素股させてもらいました!!『擦り付けるだけの約束でしょう!?』というけれどもう止まりません!! 結局、彼氏の横で何度も生中出ししちゃいました!!（4月7日、Hunter）他出演:玉木くるみ、逢沢るる、河北はるな ほか
- 朝目覚めたら姉さん（妹）が僕の朝ダチ○ポをつかってお口でコンドームの装着練習をしていた! ちょそんなんされたら我慢できないよぉ!寝起きの頭は脳内射精寸前!　目覚めたカラダは辛抱たまらず近親マ○コにおはズボ挿入!! 2（4月14日、SCOOP）他出演:水谷あおい、あけみみう、月本愛、涼海みさ
- 焦らし好きな友達の姉に乳首を責められながらの“スパイダー騎乗位”で生ハメされ我慢できず中出し!! 2（4月20日、ナチュラルハイ）他出演:希咲あや、篠田ゆう
- 素人おっぱいエステナンパ!（4月21日、DOC）※「まなみ」名義　他出演:りな、まりあ、あかり、ゆか、のぞみ、りか、こころ、ひかり
- 入院先の病院で巨乳看護師との院内乱交ビデオ撮っちゃいました!（5月3日、ROCKET）共演:笹倉杏、日比乃さとみ
- 夫に内緒で他人棒SEX 「実は主人の精液も飲んだことないんです」 30歳すぎて初めての精飲 ど変態Hカップ妻 かれんさん30歳（5月3日、コスモス映像）※「かれん」名義
- 激ピストン騎乗位アナル!隣の人妻に媚薬チ○ポで素股してもらったら間違って尻穴に入っちゃったけど腰振りを止めてくれず生中出し（5月18日、ナチュラルハイ）他出演:桃瀬ゆり、希咲あや
- 「セックスしたい」と言うまで終わらない… マングリ固め連続イカセで追い込まれた女（5月18日、ナチュラルハイ）他出演:星咲伶美、加藤あやの
- B-1トーナメント　SIXTH（第六回大会） 1回戦第一試合（5月19日、バトル）共演:神楽アイネ
- ローライズ半ケツ女は犯してOKだろ 力でねじ伏せ痙攣絶頂バックピストン（5月25日、MOODYZ）他出演:涼海みさ、明海こう
- 素人AVデビュー級の衝撃! 寝取られチャレンジ 花屋で働く信頼する妻がナンパ師と浮気しなければ賞金100万円の挑戦に敗れて… 人生初のプライベート浮気中出しセックスを全国公開!!（6月1日、SODクリエイト）※「茜」名義
- 淫乱アナル中出しメイド（6月1日、乱丸）
- ムレムレ 神ブルマ 17（6月1日、親父の個撮）
- スペシャルファイターの【攻】 プロレス技コレクション 6（6月2日、バトル）他出演:YUNI
- 家庭教師拘束固定電マ 2 〜教える気ゼロ!サボってばかりの可愛い家庭教師を泣き叫ぼうが絶頂しようが拘束固定電マで大量失禁!〜（6月7日、アパッチ）他出演:夢野りんか、成海さやか、春日部このは、長谷川夏樹
- 返信ありがとうございます♪　では今週の金曜日、時間は12時〜13時30分、場所は池袋でお願いします 平日昼限定! 昼休みに男とセックスする為だけに職場や自宅を抜け出す出会い系アプリで出会った浮気妻（6月13日、ナンパJAPAN）※「あや」名義　他出演:まどか、なお
- 一人暮らしの息子のアパートを訪ねるとソソる若い彼女がいた。 少し驚いたが息子が帰ってくるまで待たせてもらうと、シーンとして変な感じに… ドキドキしてきたので空気を変えようと、いつから付き合っているのか、どこで出会ったのか等と質問をしているうちにますます妙な感じに… 気が動転してしまい「息子とはセックスしているのか」と唐突に質問してしまうと「…はい」と照れながら答えてきた彼女に思わず興奮!息子とのセックス話を恥ずかしそうにモジモジ話す息子の彼女にもう我慢できません!息子には悪いが、いい感じなのでそのままヤッちゃいました!（6月15日、SOSORU×GARCON）他出演:優希絵理奈 ほか
- マングリード 3（6月16日、サルトル映像出版）他出演:あやね遥菜、あゆな虹恋、葉山美空、水谷あおい、水嶋アリス、浜崎真緒、月本愛、笹宮えれな、沙原さゆ ほか
- 口外厳禁!　巨乳エステ秘密の生本番 （6月23日、クリスタル映像）他出演:羽月希、西尾れむ、優希絵理奈
- 焦らし風紀委員会（6月25日、アロマ企画）他出演:今井ゆあ、桜咲姫莉、星空もあ、咲良つむぎ
- お尻すっごい!!（7月1日、MARRION）
- マジックミラー号 現役ナース限定! チ○ポのお悩み相談に協力してくれた白衣の天使が癒しのフェラから一転〜 ビンビンのチ○ポに火がついてまさかの杭打ち騎乗位で勝手に激イキ! in池袋（7月6日、SODクリエイト）※「ひとみ」名義　共演:あや　他出演:ゆり、しずか、ゆうこ、かおり、あき、さき、みゆ、きょうこ
- 極楽悶絶むちむちマッサージチェア（7月13日、アロマ企画）共演:野々宮みさと、星空もあ、水嶋アリス
- 宅飲み同窓会で巨乳同級生を無理矢理泥酔させて中出ししちゃった痴漢ビデオ（7月19日、アパッチ）他出演:涼海みさ、水澤りこ、月本愛、柊木なな
- 肉妻ヒロイン 快楽調教に堕ちた人妻ピンク（7月28日、GIGA）
- ずっと好きだった子がAV女優になった、俺の目の前で友達ともヤリまくってる。悲しい。けど勃起する。（7月28日、MERCURY）
- 人妻なら!夫のち♡ぽ当ててみろ!!のはずが… 2017真夏の人妻NTR特別編 イケメンにメロメロな人妻が火遊びしすぎて、ち○ぽ立たなくなるまでSEX求めちゃいました!!（8月1日、はじめ企画）※「あゆみ」名義　他出演:さやか、あやこ
- 過敏な乳首 舐められて勃起する乳首レズビアン 4（8月1日、ゑびすさん）共演:あやね遥菜　他出演:日高結愛、小峰みこ、咲羽優衣香、立花まゆ、江上しほ、水谷杏、武藤つぐみ、はるのるみ
- 17周年記念SP 新宿で声をかけたカップルのように見える仲良し兄妹が2人っきりでAV鑑賞 10人収録 本編撮り下ろし 2枚組480分（8月10日、アイエナジー）他出演:本多恵、森保さな、いろはめる、七菜原ココ、涼海みさ、桜川かなこ、なごみ ほか
- 人前でイチャついている一般人のカップル誘惑 「続きは豪華ホテルで…」 彼氏の隙を狙って彼女を寝盗る!（8月10日、ホットエンターテイメント）他出演:結菜はるか、あやね遥菜 ほか
- イケメン間男と愛妻の盗撮ハメ撮りコレクション Vol.1（8月13日、ナンパJAPAN）※「れい」名義　他出演:さやか、ようこ、みき
- ドキュメンTV×PRESTIGE PREMIUM 家まで送ってイイですか? 09（8月18日、プレステージ）※「なお」名義　他出演:あかり、りょうこ、ゆきの
- ロケットおっぱい限定! 美巨乳合コン大乱交（8月25日、セレブンの友）共演:牧野れいな、はるのるみ、斉藤りこ
- 突然出来た家族が裸族で困ってます!! 喜ばしい事に母親が再婚してボクに新しい家族が出来た! でも困った事にその義父と義姉はガチの裸族なんです!一緒に住み始めてしばらくはボクに遠慮していたみたいで服を着ていたのですが、ある日、突然服を着ることを止めてしまったんです!とっても美人の義姉のオッパイやお尻が毎日見れて大興奮!!アソコも丸見えで堪らずフル勃起!そんなボクの事情も知らずに、ボクにも裸族を勧めてくるので渋々全裸になったのはいいけど、速攻で勃起がバレて義姉にからかわれる始末…。毎日毎日義姉の裸を見せられてボクも我慢の限界!義姉に作った料理の味見を頼まれたり、マッサージを頼まれたり、義姉に密着したどさぐさに紛れて強引に挿入しちゃいました!!しかも、めちゃくちゃ気持ち良くて何度も中出ししてしまいました!（9月7日、ゴールデンタイム）他出演:若槻みづな、涼海みさ、阿部乃みく
- スーパーヒロイン絶体絶命!! vol.64 銀河特捜アミー（9月8日、GIGA）
- 総イキ73回以上!! 素人40人電マでガクブル! 堪えきれずに思わず絶頂インタビュー!!（9月15日、ピーターズ）他出演:北川レイラ、和登こころ、結菜はるか、朝比奈菜々子、斉藤みゆ ほか
- アソコの前でハケが高速回転! 目指せ高額賞金! 素人限定! クイズハケ水車（9月19日、ATOM）他出演:阿部乃みく、涼海みさ、川越ゆい、明海こう
- 飲み会帰り、まだ飲み足りないソソる同僚敏感娘の泥酔ビデオ（10月5日、SOSORU×GARCON）他出演:新垣智江 ほか
- 巨乳素人限定! ハレンチ水着でポロリ!ストラックアウト チャンスは12回、パネルを1枚抜く度に賞金10万円!　3枚以下なら見知らぬチ○ポを抜いてもらうエロ罰ゲーム!!（10月5日、ROCKET）他出演:浜崎真緒、桜咲姫莉、月本愛 ほか
- 直下型パンチラ挑発（10月13日、アロマ企画）他出演:星咲伶美、松下美織、大槻ひびき、北川ゆず、藤本ゆうり、小池奈央、横山凛、倉本雪音、若菜まゆ、八ッ橋さい子、水澤りこ、葉月もえ、今井まい、涼海みさ、三上絵理香、木下寧々、小谷みのり、水谷あおい、あやね遥菜、月本愛、黒木いくみ、桜木優希音、咲坂花恋、結菜はるか、高城アミナ
- 巨乳女子社員だらけの下着メーカー独身寮に男はボク1人! 上京して都会の下着メーカーに運良く就職して独身寮に入ったら女性しかいない!職場でも寮でも女性の下着姿だらけでもう24時間勃起しまくり!なんとか隠し通せていたと思ったらバレバレで、仕事のストレス発散代わりに誘惑されまくり!しかも、しかも、寮でのアフター5もエッチを求められまくりでハメられまくり!職場でも寮でもエッチする毎日!（10月7日、Hunter）共演:八ッ橋さい子、新垣智江、斉藤みゆ、はるのるみ、清城ゆき ほか
- 浮気SEXの真っ最中に、オンナの本命彼氏から電話がかかってきた! 「お願い、静かにして!!」と哀願するので（10月13日、ゲッツ!!）他出演:涼川絢音、尾上若葉、丸山れおな
- マジックミラー号 出産間もない奥様が産後で戻らなくなった体重を骨盤マッサージで解消! 「あなたゴメンなさい…アナルは浮気じゃないのよ…」 施術中にうっかりアナルに入ったデカチンをすっぽり抜けばケツ穴ぽっかり御開帳!!（10月19日、SODクリエイト）※「さき」名義　他出演:ゆみ、あい、ともよ
- 口内舌相互観察 濃密絡み合い唾液レズ接吻（10月19日、ゑびすさん）共演:あやね遥菜　他出演:咲羽優衣香、立花まゆ、武藤つぐみ、はるのるみ、かえで、ともみ、羽生ありさ、斉藤みゆ、春日野結衣、東杏果
- 地域の公民館ビデオサークルを根城に子煩悩な巨乳ママを喰いまくる中年オヤジの極秘ハメ撮り ガチ中出しリアルドキュメントNTR 3（10月25日、ビッグモーカル）共演:南まゆ
- 魔性の女×M男奴隷（10月28日、バンプフレイヤ）
- 妻に逃げられバツイチシングルファーザーになったボクにまさかのモテ期!?不憫な父子家庭に同情して何かと世話を焼いてくれる近所のママ友たちと真っ昼間から不倫にハマってしまった vol.3（11月10日、UMANAMI）他出演:南まゆ
- 至高のお風呂屋さん（11月13日、ZUKKON/BAKKON）共演:あやね遥菜、白井ゆずか、青山はな、明海こう、森保さな ほか
- ネットの噂は本当だった! 治療ついでにヌイてくれる「医学部女子大生」ばかりが働く人気接骨院! エロいマッサージを想像しているとキス・フェラ・クンニ・手マンは当たり前エロいどころか（何事もなく普通の表情で）素股・生挿入・中出しまでさせてくれて最期はお掃除フェラまでしてくれる夢のような診察が始まった。（11月19日、ぐりーんあっぷる）※「松田」名義　他出演:吉岡、宮本、西野、小島
- ネトゲのオフ会に行くと言った妻のアナルが巨根エロゲ廃人たちに4P寝取られてしまい悔しいのでそのままAV発売お願いします（11月24日、ゲッツ!!）他出演:白咲奈々子
- 昼下がり町内会!若妻たちのちょっと危険でかなりHな王様ゲーム!! 13 母の代理で参加した町内会の集まりでまさかの展開!若い時に王様ゲームをした事が無いという話で盛り上がった奥様方が急に「王様ゲームやりたい!」と言い出したんです。男はボクひとりしかいないもんだから、当然いい思いが沢山出来ちゃいました!!（12月7日、Hunter）共演:二宮和香、浜崎真緒、中里美穂、澁谷果歩、春原未来、野々宮みさと ほか
- まんぐりパンティ ぶっかけ本屋痴漢（12月7日、アパッチ）他出演:斉藤みゆ、はるのるみ、八ッ橋さい子、西園さくや
- 淫乱尻ヤリマン山ガール潮吹き汁まみれアナル2穴乱交 夏希（21歳）（12月7日、山と空）※「夏希」名義

2018年
- 放課後の校内でママさんバレーのデカ尻奥様を見掛けた僕 あまりにソソるお尻に後をつけると、若い男子の匂いに興奮したのかブルマに食い込んだ股間を学校の備品に擦りつけオナニーをやり始めた！その光景にたまらず勃起してしまった僕を見つけた奥さんは…（2月8日、SOSORU×GARCON））他出演:柊さき、横山夏希

### イメージDVD
- Casual Nude（2017年2月25日、オルスタックソフト販売）